# Lucy Parsons
Lucy Eldine Gonzalez Parsons (ur. 1851 w Wirginii, zm. 7 marca 1942 w Chicago) – amerykańska działaczka ruchu robotniczego, aktywista polityczna, mówczyni, radykalna socjalistka i anarchokomunistka.

## Życiorys
Lucy Parsons urodziła się jako Lucia Carter w Wirginii w 1851. Jej matka była afroamerykańską niewolnicą należącą do białego mężczyzny o imieniu Tolliver, który mógł być ojcem Lucy. W 1863, podczas wojny domowej, Tolliver przeprowadził się ze swoimi niewolnikami do Waco w Teksasie.
Została zapamięta jako wybitna mówczyni. Z radykalnym ruchem robotniczym związała się poprzez swojego męża, Aleberta Parsonsa, redaktora gazety. Przeprowadziła się razem z nim z Teksasu do Chicago, gdzie przyczyniła się do powstania gazety, którą był znanym redaktorem - "The Alarm".
Po egzekucji męża w 1887, w związku ze sprawą Haymarket, Parsons pozostała wiodącą amerykańską radykalną działaczką. Była jedną z założycielek założycielem Robotników Przemysłowych Świata (IWW) i członkinią innych organizacji politycznych.
Jej nazwiskiem nazwano Lucy Parsons Center – alternatywną placówkę (księgarnia, czytelnia, miejsce spotkań) w Bostonie.